# Adota kamchatkaensis
Adota kamchatkaensis (лат.) — вид жуков-стафилинид рода Adota трибы Athetini из подсемейства Aleocharinae. Эндемик Камчатки (Россия).

## Описание
Мелкие коротконадкрылые жуки, длина тела 3,2—4,2 мм. Тело темно-коричневое до черного; голова и переднеспинка почти черные; усики и ноги бледнее остальных частей; поверхность довольно блестящая и густо опушенная. Голова слегка поперечная, примерно в 1,1 раза шире длины, наиболее широкая через глаза, примерно такая же, как переднеспинка; глаз слабо выдается, примерно в 0,8 раза длиннее виска; затылочный киль и шейный киль присутствуют. Антенна длинная и тонкая; антенномеры 1—3 удлиненные, 1 самый длинный, 4 почти такой же длины, как ширина, 5—10 изменчивые, четырехугольные до субквадратных, изредка 5-7 слабо удлиненные, 11 такой же длины, как предыдущие два вместе взятые. Вид был впервые описан в 2024 году по голотипу (N52°55′55.4″ E158°41′17.6″) и нескольким паратипам (N52°54′47.6″ E158°41′14.2″) с побережья Авачинской бухты (Петропавловск-Камчатский, Россия), собранным авторами работы (Yoo & Ahn) в 2011 году.